# 1996 (album)
1996 – drugi album studyjny Stachursky’ego, wydany pod koniec 1995 roku nakładem wydawnictwa muzycznego Snake’s Music. Album zawiera 12 utworów,  w tym trzy remiksy piosenek „Jak w niebie”, „Stay, Baby” oraz „Przyjaciele”. 
Album uzyskał status platynowej płyty.

## Lista utworów
Opracowano na podstawie materiału źródłowego.
1. „Jak w niebie” – 3:57
2. „Chcesz czy nie” – 4:20
3. „Simona” – 4:39
4. „Przyjaciele” – 4:14
5. „Stay, Baby” – 5:15
6. „Cholerny czas” – 3:50
7. „Pa pa bra pa pa pa” – 3:44
8. „Kim dla mnie jesteś” – 4:17
9. „Taki jestem” – 4:31
10. „Jak w niebie” (Extended Mix) – 5:52
11. „Stay, Baby” (Fath, Cobra Mix) – 4:54
12. „Przyjaciele” (Extended Mix) – 6:14